# 羅臼町
羅臼町（日语：／ Rausu chō */?）為日本北海道根室振兴局目梨郡的町，位於知床半島的東側，面向根室海峽並與國後島面對。羅臼川河口的城鎮中心附近設有羅臼國後展望塔。由於海岸線的海拔差距大，平地很少，村落多集中在海岸邊的平地上。當地以漁業和觀光業為主。以漁業為職業的家庭佔羅臼町全數家庭的三分之一，漁獲包括鱈魚、海帶、鮭魚、海膽、烏賊，其中以羅臼海帶最為有名。 
名稱來自阿伊努語的「ra-us-i」，意思為低的地方、有腸的地方或有獸骨的地方。 

## 地理
羅臼町面向根室海峽，在地理上距離釧路市東北約120公里位置，距離中標津機場東北約70公里。轄區為西南-東北方向細長型，最長距離約64公里。北側海岸為知床山脈延伸所形成的海蝕崖，許多源自知床山脈的河川橫切過轄區直接入海。
區內主要道路包括沿著海岸通往南方標津町的國道335號，以及越過知床山脈連結斜里町的國道334號。由於地形多山，道路上多隧道。

## 歷史
- 1901年：植別村戶長役場從標津外6村戶長役場（現在的標津町）分割獨立設置。
- 1923年4月1日：成為北海道二級村[5]。
- 1930年7月1日：改名為羅臼村。
- 1961年6月1日：改制為羅臼町。
- 2004年：與中標津町成立合併協議會，並決定合併後之名稱為「東知床市」；但最後因中標津町之居民投票反對而中止合併計畫。

## 產業
雖然羅臼町有豐富的森林資源，但大部分位於知床國立公園範圍，並沒有進行林業的開發。

## 交通

### 機場
- 根室中標津空港（位於中標津町）

### 道路
| 一般國道 - 國道334號（每年11月至4月下旬封閉） - 國道335號 | 主要地方道 - 北海道道87號知床公園羅臼線 |

## 觀光景點

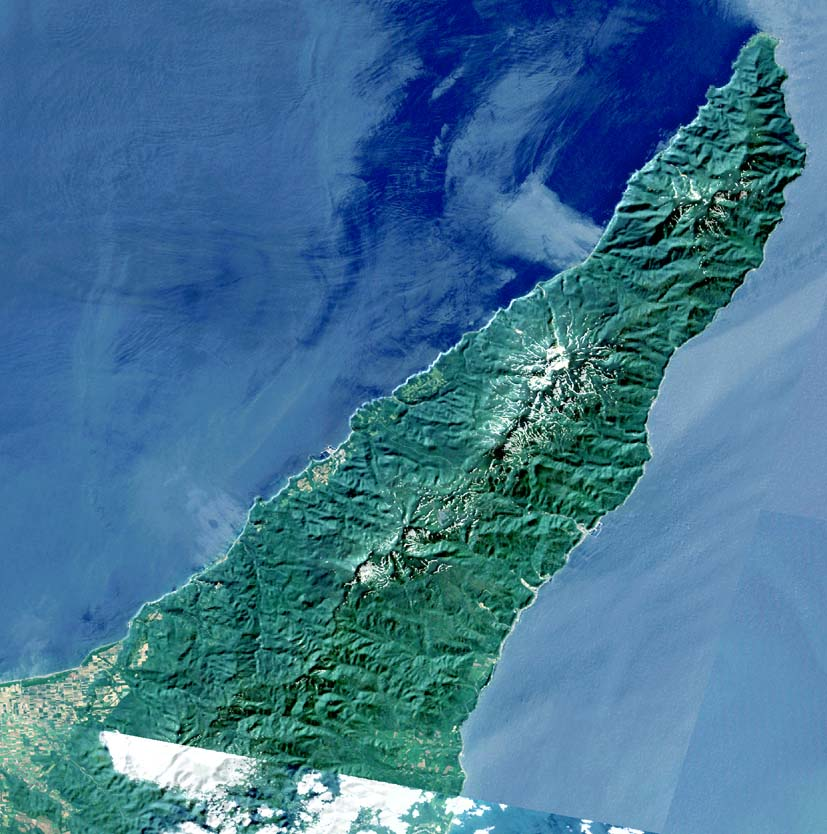
知床半島，羅臼町位於半島中央山脈的東南側，西北側為斜里町。

### 觀光
- 知床國立公園
- 羅臼岳
- 潮風公園、羅臼國後展望塔、羅臼港（可遠眺北方四島（南千島群島））
- 光苔（瀕臨絕種植物）
- 羅臼溫泉熊之湯
- 瀨石溫泉（位於海岸邊，漲潮時會被海水淹沒的溫泉）
- 相泊溫泉
- 知床岬

### 文化遺產
- 羅臼的光苔（北海道指定天然記念物）
- 羅臼的間歇泉（北海道指定天然記念物）

## 教育

### 高等學校
- 道立北海道羅臼高等學校

### 中學校
| - 羅臼町立春松中學校 - 羅臼町立羅臼中學校 | - 羅臼町立植別小中學校 - 羅臼町立知圓別小中學校 |

### 小學校
| - 羅臼町立春松小學校 - 羅臼町立飛仁帶小學校 - 羅臼町立羅臼小學校 | - 羅臼町立植別小中學校 - 羅臼町立知圓別小中學校 |

## 本地出身的名人
- 豐島由佳梨（女演員）

## 外部連結
- 羅臼町商公會 （页面存档备份，存于）